# Josh Groban
Joshua Winslow Groban, född 27 februari 1981 i Los Angeles, Kalifornien, är en amerikansk sångare (baryton).

## Biografi

### Uppväxt
Josh Groban föddes i Los Angeles som son till en judisk-amerikansk far och en norsk-amerikansk mor. Hans far konverterade senare till kristendomen vid parets bröllop, och paret har en yngre son, Christopher.
Josh Groban debuterade som sångare i grundskolan, gjorde ett uppehåll i ett par år eftersom hans skolgång påverkades negativt. Han fortsatte utbilda sig vid Bridge's academy med målet att få upp sina betyg till högsta möjliga. Mellan 1997 och 1998 deltog han i Interlochens konstläger i Michigan, där han deltog i en musikalisk teater. Teatern ledde till han började ta röstlektioner utanför skolan, och han blev åter mycket intresserad av ämnet.
Sent år 1998, vid 17 års ålder, blev Groban presenterad för den Grammy-vinnande producenten och arrangören David Foster. Groban arbetade för Foster vid flera olika evenemang, bland annat 1999 års Grammy-utdelning. Där var han också vid ett tillfälle stand-in för Andrea Bocelli, och han framförde Fosters "The Prayer" med Céline Dion. Han uppträdde även vid 1999 års installation av Kaliforniens nya guvernör, Gray Davis.
Groban började på Los Angeles County High School for the Arts med teater som huvudämne, varifrån han utexaminerades 1999. Därefter gick han på Carnegie Mellon University i Pittsburgh, där han studerade drama.
Groban blev efter bara ett år på universitetet erbjuden ett skivkontrakt av Warner Bros. Records genom Fosters bolag. Grobans första album, Josh Groban, innehöll klassiska sånger som "Gira Con Me" och "Alle Luca Del Sole". Albumet släpptes den 20 november 2001, och har idag sålt dubbel platina.
Efter sin första skiva anlitades Groban för flera uppträdanden. Ett av dem var The Andre Agassi Grand Slam Event for Children, där han bland annat sjöng med Elton John, Stevie Wonder, Don Henley och Robin Williams.

### Senare år
Josh Grobans andra album Closer, också producerad av Foster, släpptes den 11 november 2003. Groban tyckte att det andra albumet gav en bättre bild av hur han är och att hans publik skulle få en bättre bild av hur han själv var. Albumet med hans tyngsta låt "You Raise Me Up" blev en succé och gick direkt upp till toppen av försäljningslistorna.
Under sommaren 2004 återvände han till Interlochen där han höll flera uppskattade uppträdanden. Han pratade också om sina erfarenheter som ung artist, och det var även detta besök som blev inspirationen till hans andra live-DVD, Live at the Greek.
På American Music Awards blev han senare nominerad till bästa manliga artist i kategorin pop. Hans inspelningar blev nominerade till mer än ett dussin priser, inkluderande American Music Awards, World Music Award, Oscar och en Grammy.
Han har uppträtt och varit gäst på bland annat The Oprah Winfrey Show, Ellen DeGeneres Show, Jay Leno, Larry King Live, The Rosie O'Donnell Show och Super Bowl XXXVIII, samt gästspelat i tv-serien Ally McBeal.
2007 släpptes hans julalbum Noël, där han sjunger både kända och nyskrivna julsånger. Skivan producerades av David Foster, som själv medverkat bakom en av låtarna på skivan; Thankfull. I Sverige fick skivan dåliga recensioner men sålde guld, medan i USA blev den detta års mest sålda skiva, 5 x platina.
Under 2009 sjöng Groban rollen som Anatoly Sergievsky i en konsertversion av musikalen Chess i Royal Albert Hall i London.
Josh Groban uppträdde i programmet Kvällen är din i TV4 den 7 maj 2011.

## Diskografi
Studioalbum
- 2001 – Josh Groban (4x Platinum)
- 2003 – Closer (5x Platinum)
- 2006 – Awake (2x Platinum)
- 2007 – Noël (6x Platinum)
- 2010 – Illuminations (Platinum)
- 2012 – All That Echoes (Guld)
- 2015 – Stages (Guld)

Livealbum
- 2002 – Josh Groban in Concert (Guld)
- 2004 – Live at the Greek (Guld)
- 2008 – Awake Live
- 2016 – Stages Live

Samlingsalbum
- 2007 – With You
- 2008 – A Collection

## Videografi
CD/DVD
- 2002 – Josh Groban in Concert
- 2004 – Live at the Greek
- 2008 – Up Close with Josh Groban
- 2008 – Awake Live
- 2009 – Soundstage Presents: Josh Groban - An Evening in New York City
- 2016 – Stages Live

## Filmografi (i urval)
TV-serier
- 2001 – Ally McBeal (2 episoder)
- 2005 – 2015 – American Dad! (3 episoder)
- 2008, 2010 – Never Mind the Buzzcocks (2 episoder)
- 2009, 2010 – Glee (2 episoder)
- 2011 – Robot Chicken (1 episod)
- 2011, 2012 – The Office (2 episoder)
- 2013 – CSI: New York (1 episod)
- 2013 – It's Always Sunny in Philadelphia (1 episod)
- 2015 – Parks and Recreation (1 episod)
- 2018 – The Good Cop (huvudroll)

Film
- 2004 - Remember (Troy)
- 2011 – Crazy, Stupid, Love
- 2013 – Coffee Town
- 2014 – Muppets Most Wanted
- 2016 – The Hollars

## Teater

### Roller
| År   | Roll        | Produktion                                                                   | Regi        | Teater                       |
| ---- | ----------- | ---------------------------------------------------------------------------- | ----------- | ---------------------------- |
| 2019 | Medverkande | Freestyle Love Supreme Thomas Kail, Lin-Manuel Miranda och Anthony Veneziale | Thomas Kail | Booth Theatre, New York, USA |